# David C. Driskell

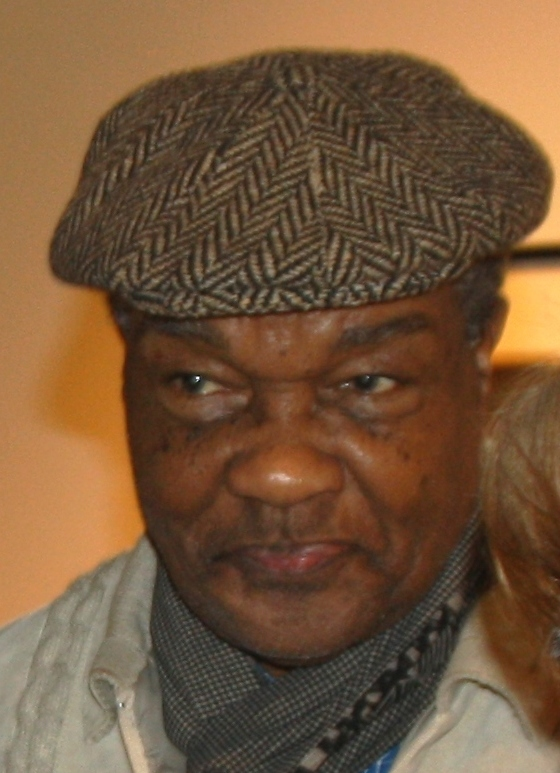
David C. Driskell (2016)

David Clyde Driskell (* 7. Juni 1931 in Eatonton, Georgia; † 1. April 2020 in Washington, D.C.) war ein US-amerikanischer Künstler, Kurator und Kunstwissenschaftler. Die Arbeit des Kunstprofessors gilt als grundlegend für die Anerkennung afroamerikanischer Kunst.

## Leben
Der in Georgia geborene David Driskell wuchs in North Carolina auf. Driskell ging nach Maine, wo er an der Skowhegan School of Painting and Sculpture 1953 eine Ausbildung abschloss. Es folgte ein Kunststudium an der Howard University, das er mit einem Bachelor 1955 abschloss. 1962 erlangte David Driskell den Grad eines Master of the Fine Arts an der Catholic University of America. Er studierte zusätzlich Kunstgeschichte in Den Haag.
Noch während seiner Studien begann er 1955 am Talladega College zu lehren. Er lehrte weiterhin an der Howard University und der Fisk University. Er war Gastprofessor an zahlreichen amerikanischen Universitäten und an der Obafemi Awolowo University in Ile-Ife (Nigeria). 1977 begann er an der University of Maryland an der Kunstfakultät zu unterrichten. 1978 bis 1983 gehörte er dem Vorstand der Fakultät an und 1995 wurde er zum Distinguished University Professor der Universität in Maryland ernannt. 1998 trat er in den Ruhestand.
Die von ihm 1976 betreute Ausstellung Two Centuries of Black American Art: 1750–1950 gilt als der Beginn der Beschäftigung mit afroamerikanischer bildender Kunst. Die Ausstellung wurde im Los Angeles County Museum of Art gezeigt und reiste dann zum Dallas Museum of Fine Arts, zum High Museum of Art in Atlanta und zum Brooklyn Museum. Der von ihm erstellte Ausstellungskatalog gilt als wichtiges Referenzwerk für afroamerikanische Kunst. Er beriet Oprah Winfrey, Bill Cosby und das 
Weiße Haus für den Ankauf von Kunst und kuratierte über 30 Ausstellungen afroamerikanischer Künstler. Seine eigene Sammlung umfasste über 100 Werke und wurde in der Wanderausstellung Narratives of African American Art and Identity: The David C. Driskell Collection ab 1998 der Öffentlichkeit präsentiert.
Er selbst schuf als Künstler vor allem Collagen. Daneben arbeitete er in Aquarelltechnik und Gouachen. Sein Werk wurde ab 1998 unter anderem in der Wanderausstellung Echoes: The Art of David C. Driskell, 1955–1997 präsentiert.
Am 1. April 2020 starb David Driskell im Alter von 88 Jahren an den Folgen einer SARS-CoV-2-Infektion.

## Ehrungen
David Driskell erhielt im Laufe seines Lebens dreizehn Ehrendoktorhüte. Er war Rockefeller Foundation Fellow und Harmon Foundation Fellow. Er wurde 2000 durch den Präsidenten Bill Clinton mit der National Humanities Medal ausgezeichnet. 2007 wurde Driskell durch die National Academy zum National Academician gewählt. 2016 verlieh ihm die Skowhegan School of Painting and Sculpture den Lifetime Legacy Award. Er wurde 2018 in die American Academy of Arts and Sciences gewählt.
2001 wurde an der University of Maryland das David C. Driskell Center eingerichtet, um sein künstlerisches Werk, aber auch die bildende afroamerikanische Kunst zu bewahren.
Seit 2005 verleiht das High Museum of Art in Atlanta den David C. Driskell Prize für nationale Verdienste um afroamerikanische Kunst und Kunstgeschichte.